# 成都市天府美术馆
成都市天府美术馆是位于中国四川成都的一座美术馆。美术馆总面积近4万平方米，展陈面积近1.3万平方米。
该馆坐落于成都金牛区的天府艺术公园内，与新建的成都当代艺术馆共同于2021年成都双年展期间开放。 该馆聚焦成都本土艺术，其建筑屋顶采用成都市花芙蓉花瓣的造型。

## 图集

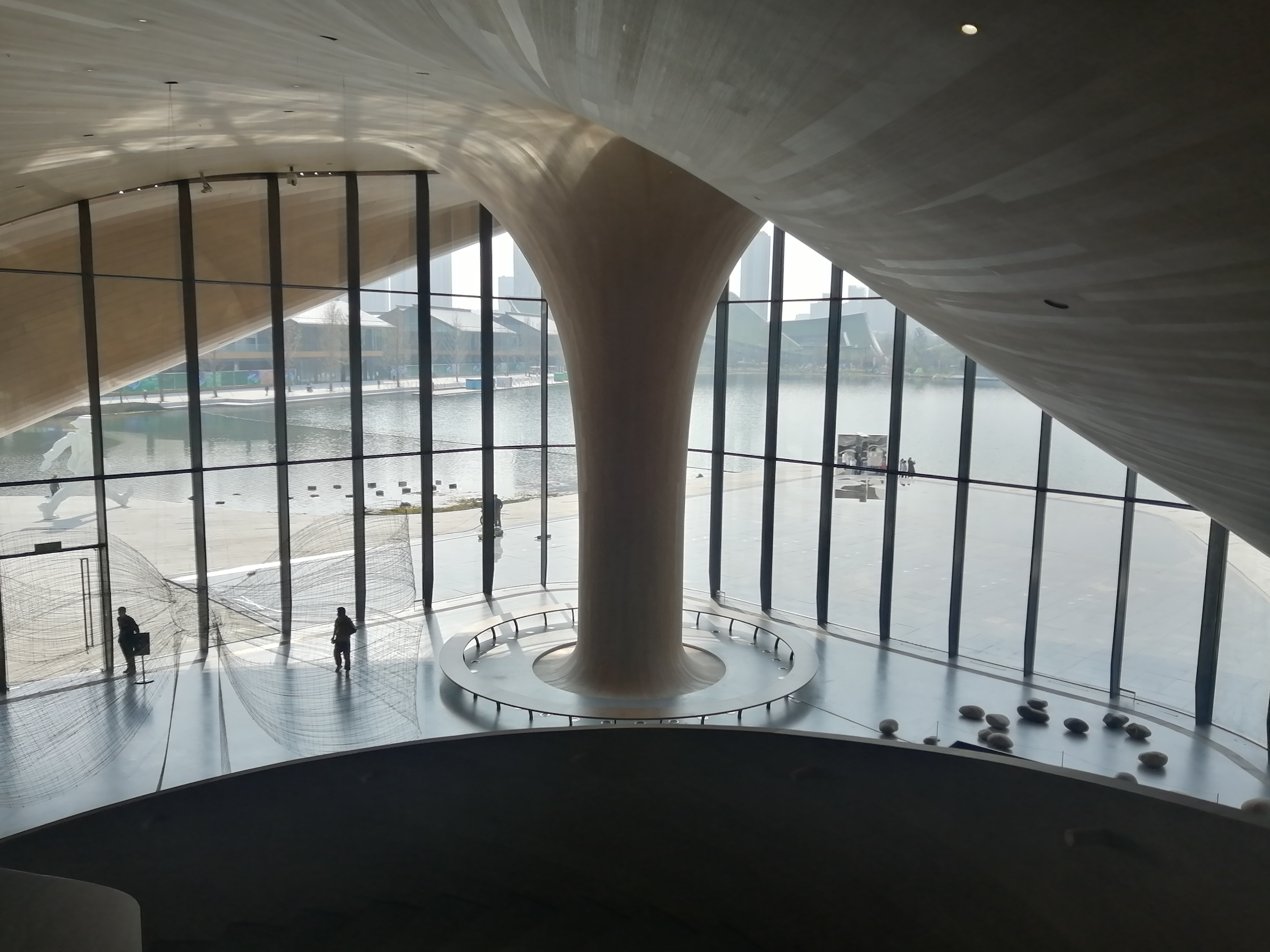
美术馆门厅，面向湖景的视角
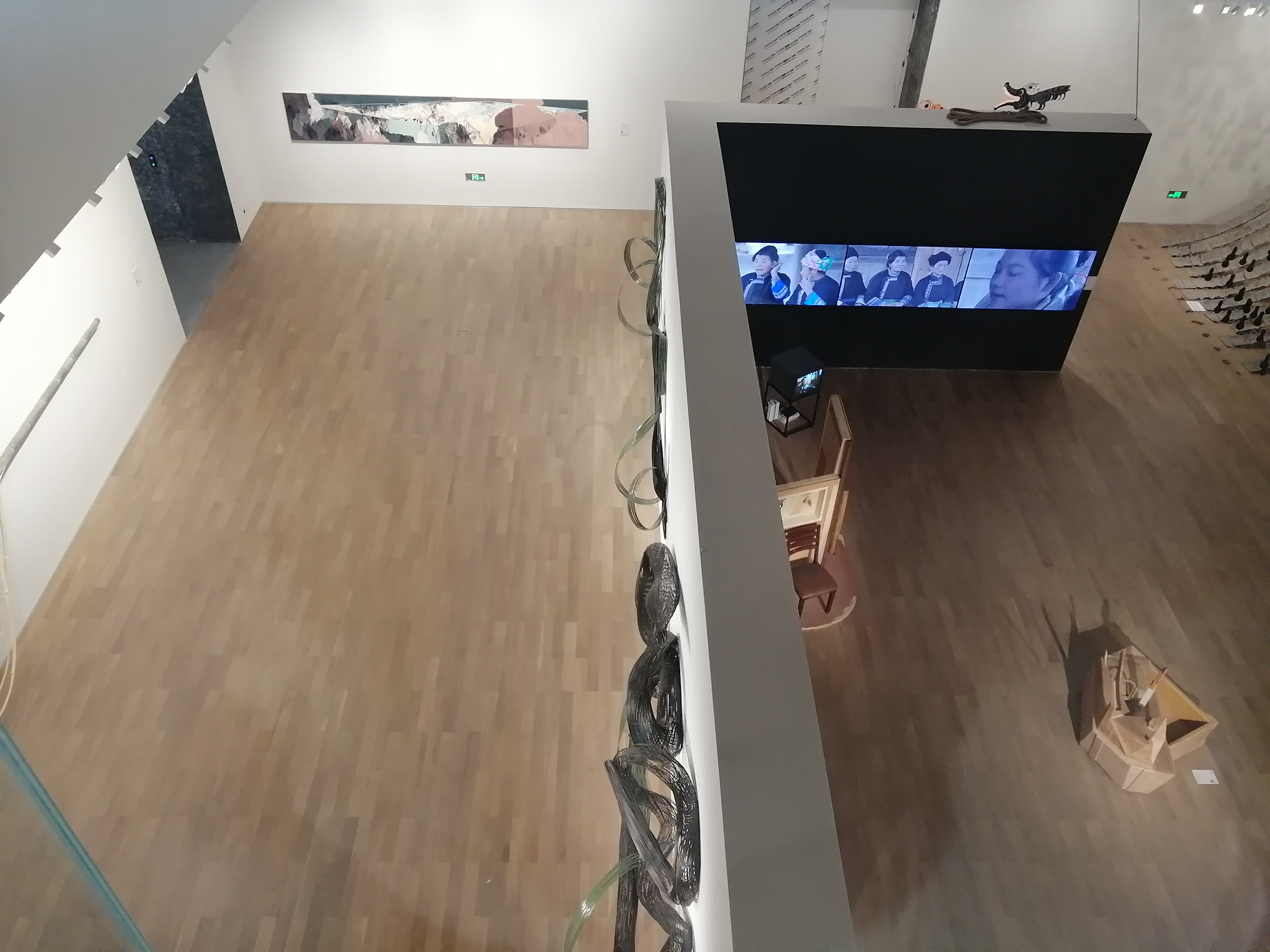
美术馆1号展厅
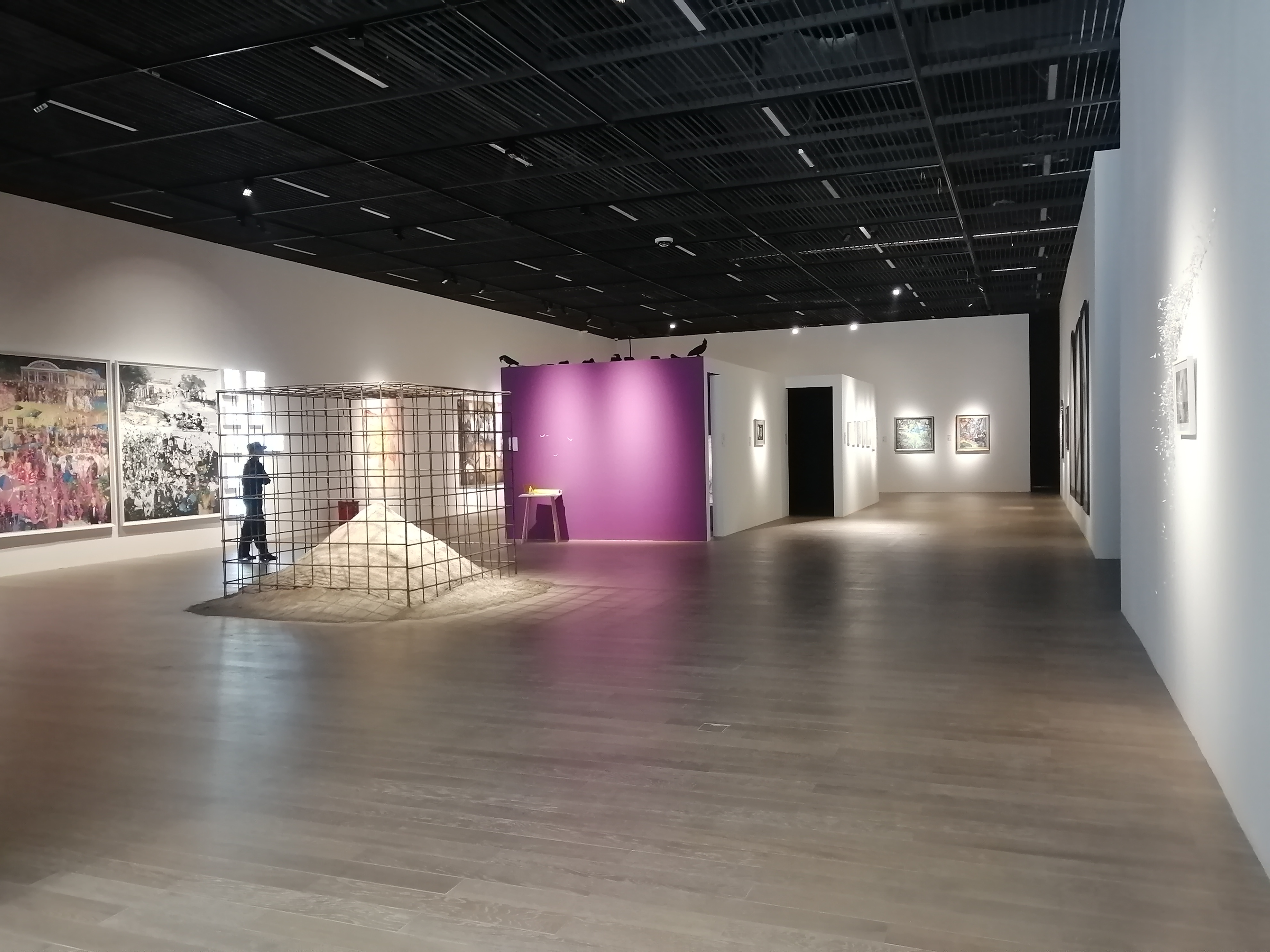
美术馆13号展厅
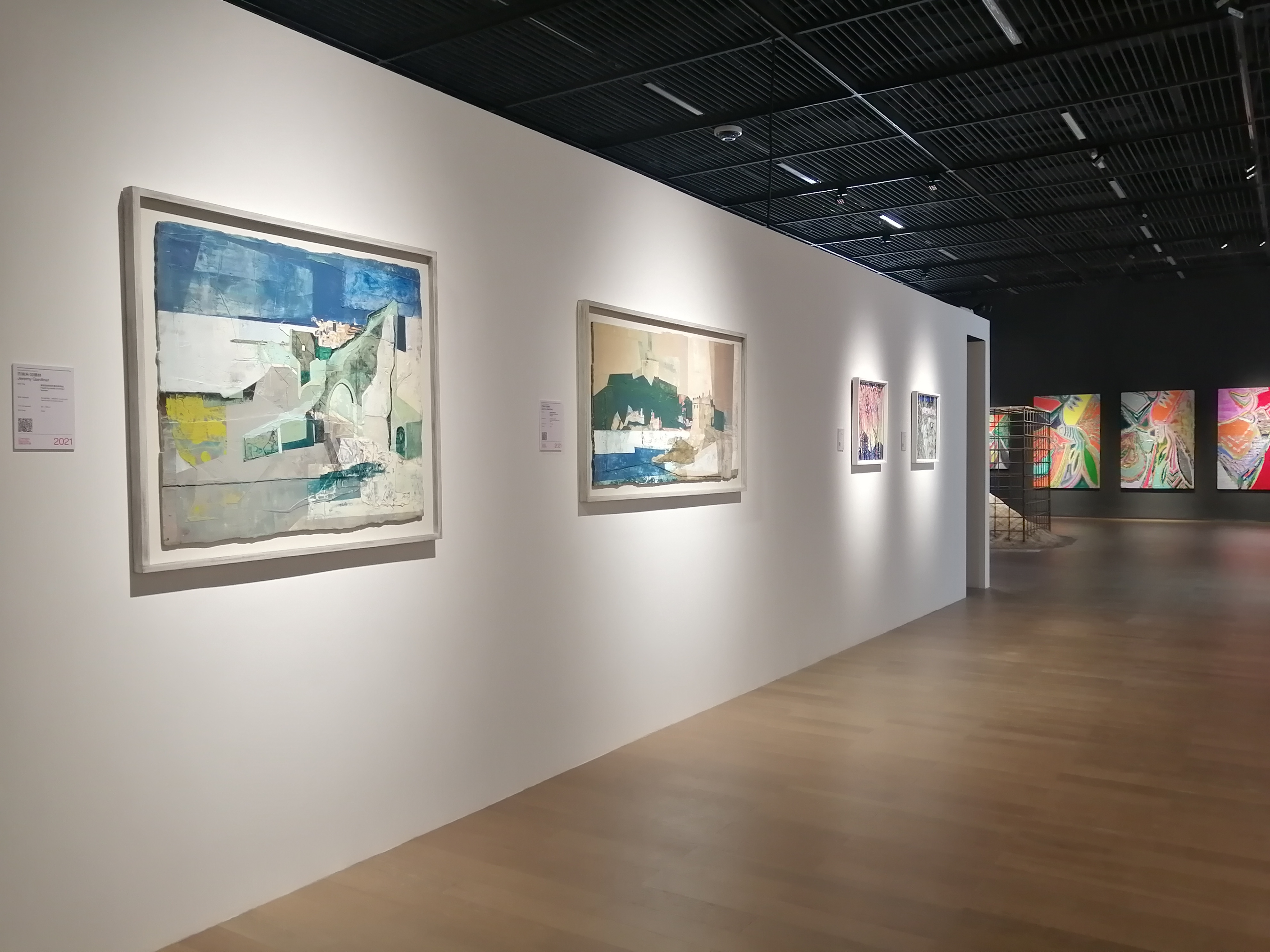
2021年成都双年展期间展出的杰里米·加德纳作品